# Wąż koci
Wąż koci, zaskroniec koci (Telescopus fallax) – gatunek gada z rodziny połozowatych.

## Charakterystyka

### Morfologia
Wygląd zewnętrzny
Grzbiet ciała ma zabarwienie szare, szarożółte lub żółtobrązowe. Rysunek na ciele składa się rzędu owalnych, ciemnych (najczęściej brązowych) plam wzdłuż grzbietu. Po bokach ciała biegnie rząd brązowych, poprzecznych plam, leżących naprzemianlegle w stosunku do plam na grzbiecie. Wszystkie plamy ułożone są w przybliżeniu w równych odstępach. Grzbiet głowy jest pokryty ciemnymi plamami, w skrajnych przypadkach cała głowa może być smolistoczarna (podgatunek Telescopus fallax hoogstraali). Brzuch jest zabarwiony żółtobiało, jasnoróżowo lub kremowo, pokryty ciemnymi, ułożonymi w kształcie szachownicy plamami. Ciało tego węża jest delikatne, wysmukłe i wysokie, w przekroju trapezokszałtne. Głowa jest duża, wrzecionowata, wyraźnie wyodrębniona z tułowia. Oczy węża kociego są bardzo duże, wystające, o pionowej wąskiej źrenicy i jasnozielonożółtej matowej tęczówce. Łuski na grzbiecie są błyszczące i gładkie, ułożone po 17 lub po 21 w każdym ukośnie załamanym rzędzie. Zęby jadowe są znacznie większe od pozostałych i położone w tylnej części szczęki, między nimi a ostatnimi zębami chwytnymi występuje przerwa.
Rozmiary
Dojrzałe płciowo osobniki tego gatunku osiągają przeważnie długość 60–70 cm, rzadziej do 100 cm.

## Występowanie
Środowisko
Żyje na suchych, kamienistych, porośniętych roślinnością stepową terenach. Aktywny w nocy dzień spędza w ukryciu. Jest gatunkiem nizinnym, wyżynnym i górskim. Pionowy zasięg tego węża dochodzi do 1500 m n.p.m. Zamieszkuje suche, dobrze nasłonecznione stoki pagórków i gór porośnięte krzaczastą roślinnością, o podłożu kamienistym i skalistym, kamieniołomy, a także lasy dębowe. Chętnie przebywa w pobliżu wód płynących. Podgatunek Telescopus fallax hoogstraali zamieszkuje wyłącznie pustynie, natomiast podgatunek Telescopus fallax syriacus związany jest z obszarami wybrzeży morskich.
Zasięg występowania
Wąż koci zamieszkuje wschodnie wybrzeże Adriatyku, Grecję, Kretę i wiele innych wysp greckich, Maltę, południową Bułgarię, Turcję i południową część europejskiej części Rosji. Poza Europą wąż ten występuje w północnym Iranie, Syrii, Libanie, Izraelu i we wschodnim Egipcie.

## Pożywienie
Głównie jaszczurki, a także myszy oraz pisklęta ptaków. W trakcie ataku przybiera charakterystyczną pozycję – tylną część ciała zwija w ciasny krążek, a wyprostowaną przednią część ciała unosi do góry ukośnie do podłoża i z tej pozycji wykonuje nagły skok w kierunku ofiary. Po jej pochwyceniu oplata ją ciałem. Jadowity, śmierć jaszczurki następuje już po około 1 minucie. Młode węże kocie jedzą owady i małe jaszczurki.

## Tryb życia
Gatunek ten prowadzi lądowy, naziemny tryb życia. Wykazuje aktywność o zmierzchu i nocną. W dzień ukrywa się w szczelinach skalnych, szczelinach murów i między kamieniami. Sen zimowy tego gatunku trwa 4–6 miesięcy. Zęby jadowe tego węża osadzone są głęboko w paszczy. Dla człowieka jest on warunkowo jadowity, co znaczy, iż mimo posiadania zębów jadowych trudno mu nimi dosięgnąć i ukąsić człowieka, ponieważ są one drobne i umieszczone głęboko w tyle w stosunkowo małych szczękach. Przed ludźmi ucieka. Schwytany, gryzie mocno i w pewnych przypadkach może dosięgnąć skóry człowieka także zębami jadowymi. Przy obcowaniu z nim wskazana jest więc ostrożność. Nazwa „wąż koci” odnosi się między innymi do sposobu, w jaki ten gatunek poluje: podkrada się ostrożnie do upatrzonej ofiary, wyrzuca przednią część ciała w nagłym skoku wbijając w nią zęby jadowe i trzyma tak długo, aż schwytane zwierzę zdechnie.

## Rozród
Samica składa jednorazowo 7–8 jaj.

## Podgatunki
W obrębie tego gatunku wyróżnia się siedem podgatunków:
- Telescopus fallax fallax (Bałkany, Malta, kilka wysp Morza Egejskiego, zachodnia i południowa Turcja)
- Telescopus fallax hoogstraali (Płw. Synaj, pustynia Negev w Izraelu)
- Telescopus fallax iberus (wschodnia Turcja, północny Iran, południowa Rosja)
- Telescopus fallax intermedius (wyspa Antikithiara)
- Telescopus fallax multisquamatus (wyspa Kufonesi)
- Telescopus fallax pallidus (Kreta i kilka innych sąsiednich wysp Morza Egejskiego)
- Telescopus fallax syriacus (południowa Turcja, Syria, Liban, północny Izrael)

Część badaczy wyróżnia jeszcze Telescopus fallax cyprianus (na Cyprze) i Telescopus fallax rhodicus (na Rodos).